# ROLLED
ROLLED war ein europäisches Projekt. Ziel war es, flexible organische Leuchtdioden (OLEDs) zu entwickeln, die sich mit rein mechanischen Druckverfahren in Serie fertigen lassen. Damit würden dann flexible Displays im Rolle-zu-Rolle-Verfahren (englisch roll to roll; R2R) preisgünstig herstellbar.
ROLLED wurde finanziert vom Information Society Technology (IST) – Programm des 6. Forschungsrahmenprogrammes (FP6) der Europäischen Kommission. VTT koordiniert dieses Projekt. Es lief von 2004 bis 2008.

## Teilnehmer
Teilnehmer waren das Technical Research Centre of Finland (VTT), Centre Suisse d’Electronique et de Microtechnique SA (CSEM), Leibniz-Institut für Neue Materialien GmbH (INM), UPMKymmene Oyj, Hansaprint Oy, Ciba Specialty Chemicals Inc. und die PolyIC GmbH.

## Ergebnis
Forscher haben flexible organische Leuchtdioden (OLEDs) entwickelt, die mit rein mechanischen Druckverfahren in Serie gefertigt werden können. 2008 existierte ein mehrfarbig druckender Prototyp. Es ist eine größere Produktionsgeschwindigkeit möglich. Die Fertigungskosten können gegenüber Herstellungsverfahren mit Glassubstraten halbiert werden. Die Geschätzte Zeit, bis gedruckte OLEDs kommerziell Verwendung finden, war zwei bis drei Jahre.

## Weiterführung des Themas
Nachfolgeprojekt im 7. Rahmenprogramm war das Projekt FLAME.